# Stichillus
Stichillus är ett släkte av tvåvingar. Stichillus ingår i familjen puckelflugor.

## Dottertaxa tillStichillus, i alfabetisk ordning[1]
- Stichillus acuminatus
- Stichillus acutivertex
- Stichillus adaequalis
- Stichillus adamsi
- Stichillus brunneicornis
- Stichillus coronatus
- Stichillus curvilineatus
- Stichillus cylindratus
- Stichillus deceptor
- Stichillus fallax
- Stichillus flavicinctus
- Stichillus insperatus
- Stichillus japonicus
- Stichillus johnsoni
- Stichillus laeticornis
- Stichillus latipes
- Stichillus limai
- Stichillus major
- Stichillus montivolans
- Stichillus necopinatus
- Stichillus orbiculatus
- Stichillus parvicornis
- Stichillus planipes
- Stichillus polychaetous
- Stichillus rectilineatus
- Stichillus sinuosus
- Stichillus spinosus
- Stichillus subcarinatus
- Stichillus subsinuosus
- Stichillus suspectus
- Stichillus tuberculosus
- Stichillus venustus